# Acmaeodera cuneata
Acmaeodera cuneata  (лат.) — вид жуков-златок рода Acmaeodera из подсемейства Polycestinae (Acmaeoderini). Распространён в Новом Свете. Кормовым растением имаго являются Alnus tenuifolia (Chamberlin 1926:16), а у личинок — неизвестны.
Вид был впервые описан в 1899 году биологом Генри Клинтоном Фоллом (Henry Clinton Fall).